# Noci s nepřítelem
Noci s nepřítelem, anglicky Sleeping with the Enemy, je americké filmové drama, psychologický thriller z roku 1991 režiséra Josepha Rubena s Julií Robertsovou, Patrickem Berginem a Kevinem Andersonem v hlavní roli. Jde o filmový přepis stejnojmenné knihy Nancy Priceové. Hlavním tématem snímku je domácí násilí.

## Děj
Mladí a krásní manželé mají velký dům na mořské pláži. Lauřin manžel Martin Burney (Patrick Bergin) je bohatý a úspěšný investiční makléř. Nicméně na svoji mladou a krásnou ženu nejen velice žárlí, je velice zakomplexovaný, stále ji hlídá a ponižuje a vyhrožuje smrtí každému cizímu muži, který by s ní něco měl. Postupně vyjde najevo, že již od svatby ji opravdu fyzicky týrá (bije, kope a všelijak psychicky ponižuje). Toto drsné domácí násilí Laura nevydrží a plánovaně zinscenuje svoji vlastní smrt, během nočního výletu po rozbouřeném moři v luxusní jachtě předstírá, že utonula v moři. Využije faktu, že se bojí vody a Martin ví, že neumí plavat (ve skutečnosti však před tím brala tajně kurzy plavání). Doplave ke břehu, v domě se pak převlékne do nových šatů, sebere si několik svých tajně schovaných věcí a nějaké peníze v hotovosti, zahodí snubní prsten do toalety a uteče pryč. Odjíždí autobusem inkognito do města Cedar Falls v Iowě. Martin zpočátku uvěří, že se utopila a její tělo nebylo nikdy nalezeno, proto jí vystrojí i symbolický pohřeb.
V novém působišti v Iowě Laura žije v pronajatém domě pod falešným jménem Sara Watersová. Náhodně se seznámí se svým sousedem, univerzitním učitelem dramatiky Benem, do kterého se postupně zamiluje. Nový vztah se komplikuje když Ben zjistí, že Sara je vlastně Laura. Ta se mu nakonec ke všemu přizná a svěří se mu se svým trápením a krutým osudem.
Martin Burney však od náhodně zjistí, že Laura chodila na kurzy plavání (jemu ale předtím tvrdila, že chodila na gymnastiku), což ho nakonec přiměje důkladně prohledat celý dům. Poté, co najde zahozený snubní prsten v toaletě se potvrdí, že Laura neutonula ale utekla z domova a že její smrt byla pouze předstíraná. Pomocí detektivní kanceláře se mu podaří posléze i zjistit, kde bydlí její stará a nemocná matka. Zde se pouští do soukromého detektivního pátrání po Lauře, což se mu nakonec i podaří. Nicméně při tom strašlivě žárlí a vášnivě vyhrožuje všem zcela nevinným lidem z Lauřina okolí násilnou smrtí. Pokusí se zabít i její matku, což se mu ale nepodaří, v záchvatu neovladatelné žárlivosti fyzicky ohrožuje i nevinného místního vysokoškolského učitele, který je ale fakticky gay. Nakonec se mu podaří Lauru vypátrat při návštěvě v lunaparku, posléze ji najde s Benem doma zrovna v době kdy se oba společně milují. Dojde k tomu, že začne oběma milencům vyhrožovat smrtí zastřelením. Ben se s ním statečně ale neúspěšně porve a Martin jej pak ohrožuje s pistolí u hlavy. Laura Martinovi pod tímto nátlakem naoko přislíbí, že se s ním vrátí domů. Kopne jej však do třísel a pistoli mu sebere. Poprvé mu vystřelí nejprve jednou na hlavu a tu mine. On na ní nezraněn a neozbrojen stále fyzicky útočí, Laura mu u telefonu říká, že zavolá na policii pokud toho nenechá. Nicméně Martin se k ní stále blíží, Laura ho třemi výstřely do prsou zabije a poté sama zavolá na policii a oznámí tak svůj násilný trestný čin.

## Základní údaje
- Režie: Joseph Ruben
- Scénář: Ronald Bass
- Kamera: John Lindley
- Hudba: Jerry Goldsmith
- Premiéra: 8. února 1991
- Natočeno: USA 1990
- Délka: 99 minut
- Společnost: 20th Century Fox

## Hrají
- Julia Robertsová (Laura Burney alias Sara Waters)
- Patrick Bergin (Martin Burney)
- Kevin Anderson (Ben)
- Elizabeth Lawrence (Chloe)
- Kyle Secor (Fleishman)
- Claudette Nevins (doktorka Rissnerová)
- Tony Abatemarco (Locke)